# Victor Laloux

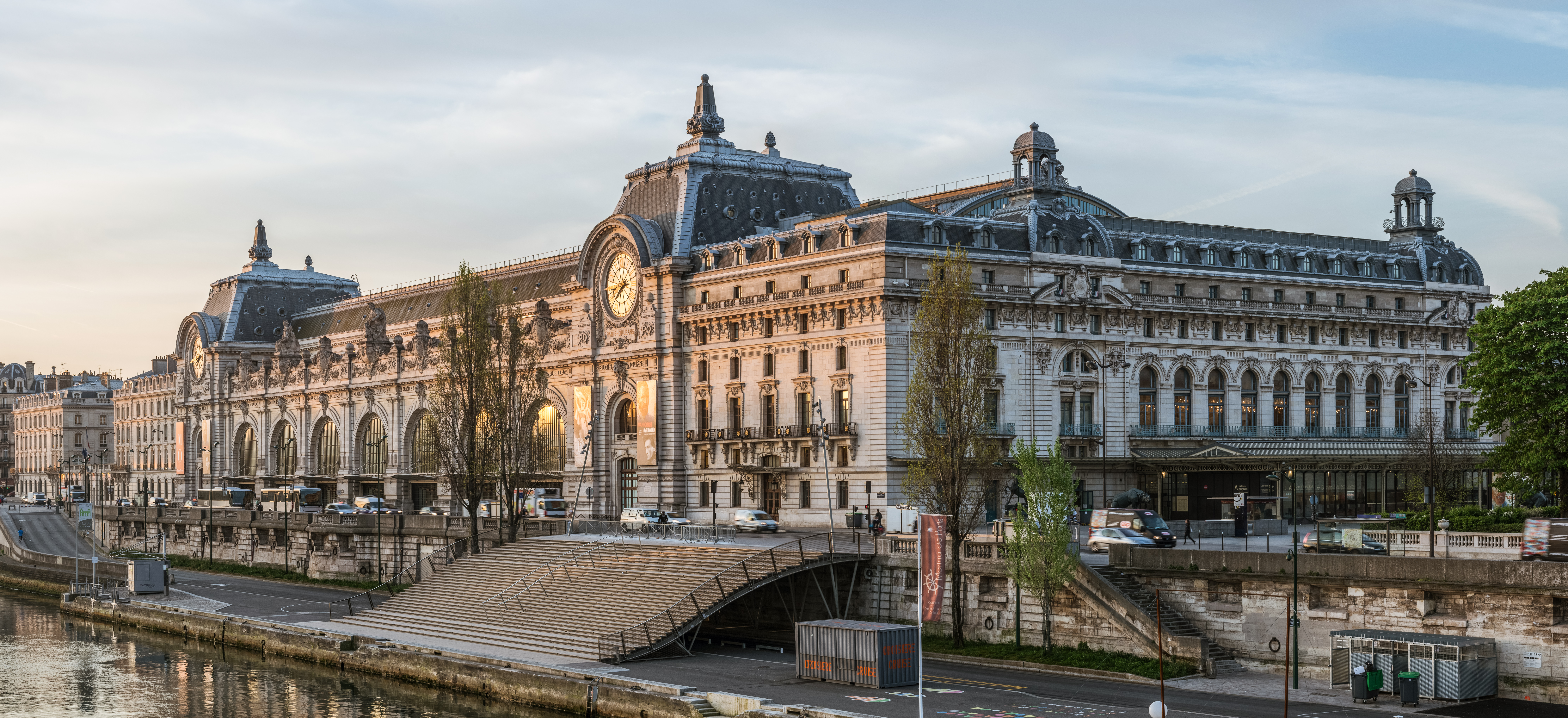
Musée d’Orsay in Paris von Nordwesten aus gesehen

Victor Laloux (geboren am 15. November 1850 in Tours; gestorben am 13. Juli 1937 in Paris) war ein französischer Architekt. Zu seinen bekanntesten Bauwerken zählt ein Bahnhof in Paris, der Gare d’Orsay (heute Musée d’Orsay), den er im Jahre 1900 für die Verbindung Paris–Orléans entwarf.

## Leben
Laloux war Schüler von Louis-Jule André an der Kunsthochschule von Paris seit dem Jahr 1869. Sein Studium wurde durch den Deutsch-Französischen Krieg von 1870/71 unterbrochen. 1878 gewann er den ersten Platz des „Prix de Rome“ mit einem Entwurf unter dem Titel „une église cathédrale“.
Der junge Preisträger besuchte von Januar 1879 bis Ende Dezember 1882 die Académie de France in Rom.
Als rechte Hand und Nachfolger von André, der 1890 verstarb, führte er selber zahlreiche Schüler bis zum „Prix de Rome“. 1909 wurde er zum Mitglied der Académie des Beaux-Arts gewählt (Sitz Nr. 6 in der Sektion für Architektur). Als praktizierender Architekt und Professor ist Laloux einer der großen Repräsentanten der Akademie zur Zeit der Belle Époque. Einer seiner Schüler war René Binet.
Seit 1921 war er assoziiertes Mitglied der Académie royale de Belgique (Classe des Beaux-Arts). 1927 wurde Laloux in die American Academy of Arts and Sciences gewählt, 1932 in New York zum Ehrenmitglied der National Academy of Design.
Er leitete seine Werkstatt bis ins Jahr 1936 und übergab sie anschließend seinem Schüler und Freund Charles Lemaresquier.

## Publikationen
- L'architecture grecque, Paris 1888.
- mit P. Monceaux, Restauration d'Olympie. L'histoire, les monuments, le culte et les fêtes, Paris 1889.

## Bauwerke

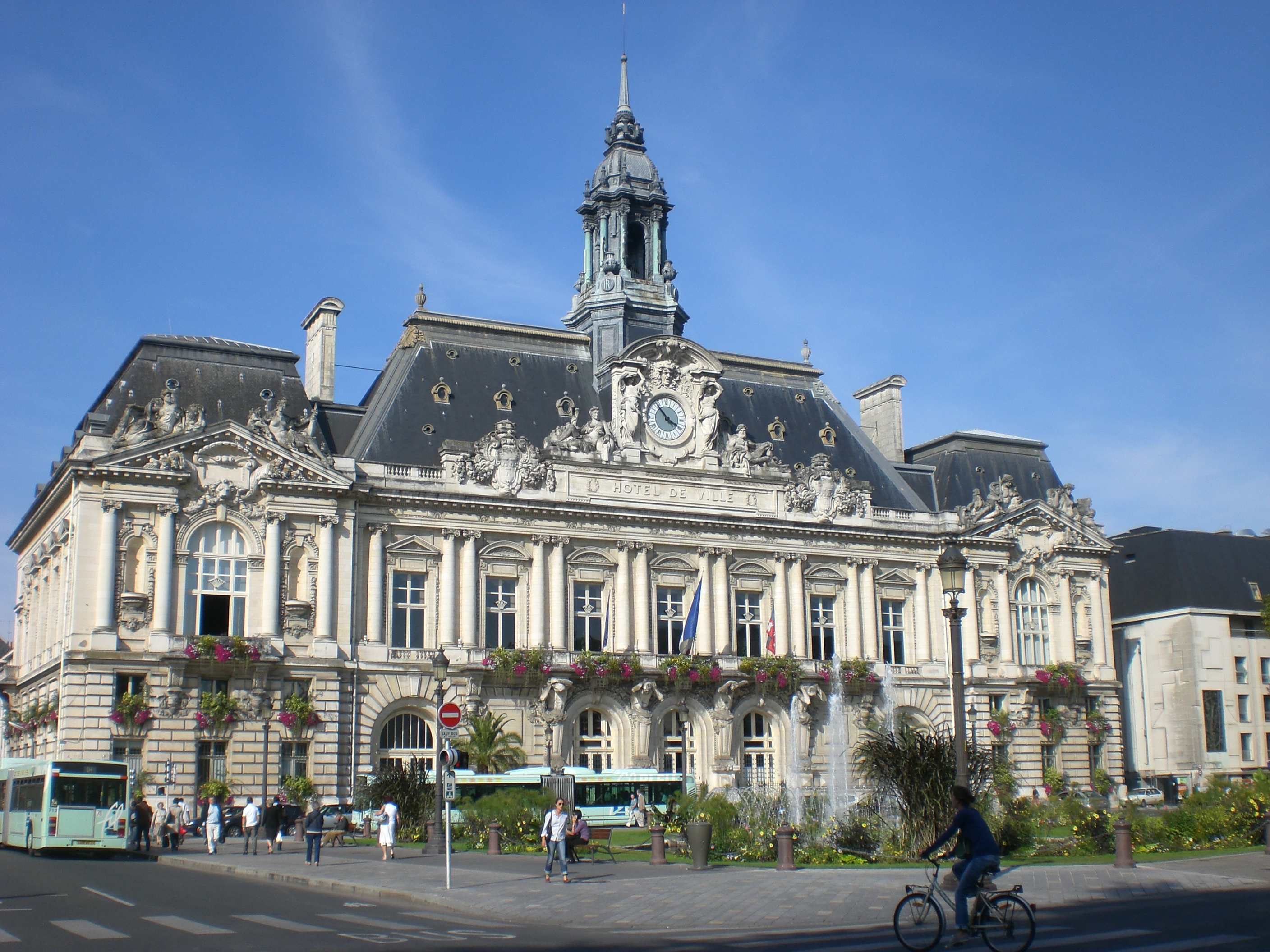
Hôtel de ville (Rathaus) von Tours

Eifriger Verfechter des Bauwerkstoffs Metall, verbarg er diesen behutsam hinter klassisch gestalteten Steinfassaden, nach dem Vorbild seiner Zeitgenossen Henri Deglane, Albert Louvet, Albert-Félix-Théophile Thomas beim Entwurf des Grand Palais in Paris.
Weitere Werke sind:
- Die Rathäuser der Städte Tours[3] und Roubaix
- Die Basilika Saint-Martin de Tours[3]
- Der Bahnhof Gare d’Orsay in Paris[3]
- Der Bahnhof von Tours[3]
- Der Hauptsitz der Großbank Crédit Lyonnais in der Rue du Quatre-Septembre in Paris
- Die Botschaft der Vereinigten Staaten in der Avenue Gabriel in Paris, in Zusammenarbeit mit dem US-amerikanischen Architekten Delano & Aldrich